# Юка Невалайнен
Юка Невалайнен (на фински: Jukka Nevalainen) е барабанистът на метъл групата Найтуиш.

## Биография и творчество
Роден е на 21 април 1978 в Китее, Финландия.
От 5-и клас свири на барабани, но в първите пет години нямал възможност да се упражнява поради липса на постоянно свободно подходящо пространство. Свирил е с много различни групи в различни жанрове музика. Първата му група се казва „The Highway“. Там свири от 11-годишен до 16.